# Jacek Jońca
Jacek Jońca (ur. 17 sierpnia 1966 w Gdańsku) – polski dziennikarz i komentator sportowy TVP w latach (1993-2024) i (od lipca 2024) Polsatu Sport.

## Kariera dziennikarska
Jacek Jońca pracę dziennikarską rozpoczął w Radiu Plus. Po niespełna dwóch latach pracy, zgłosił się do telewizji publicznej, w której pracę rozpoczął 1 grudnia 1993. Był jednym z redaktorów programu sportowego "Sport telegram" emitowanego w TVP2 (od 1994 do 2004 i od 2007 do 15 marca 2010 lektorsko i naprzemiennie z Ryszardem Łabędziem prowadził ten program), a ponadto komentował turnieje tenisowe. Występował też w roli sprawozdawcy meczów piłkarskich. Był wydawcą magazynu piłkarskiego "Gol", istniejącego od 1995 do 1998 roku na antenie TVP2 i również prowadził ten program na przemian z Jackiem Laskowskim i Bożydarem Iwanowem, który od 1997 do 1998 pracował wtedy w TVP. W 2006 roku pojechał wspólnie z Dariuszem Szpakowskim, Tomaszem Jasiną i Maciejem Iwańskim do Niemiec, gdzie komentował siedem meczów mundialu.
Jońca, komentując mecze tenisowe, współpracował między innymi z Bohdanem Tomaszewskim. Komentował turniej tenisa ziemnego jak i stołowego na Igrzyskach Olimpijskich w Pekinie. W roku 2010 pojechał na mistrzostwa świata do RPA, by stamtąd relacjonować spotkania piłkarskie wraz z 
Dariuszem Szpakowskim, Tomaszem Jasiną, Maciejem Iwańskim i Michałem Zawackim. Komentował również wybrane mecze Euro 2012 w Polsce i Ukrainie, Puchar Konfederacji 2013, Mundial 2014 w Brazylii, Copa América 2015, Copa América 2016 i Mundial 2018 w Rosji. 20 maja 2024 roku Telewizja Polska rozwiązała z nim umowę po 30 latach pracy w publicznej telewizji. Pierwotnie znalazł się w zespole komentatorów turnieju wielkoszlemowego Wimbledon 2024, nadawanego w Polsce przez Polsat Sport, jednak finalnie nie skomentował żadnego meczu.